# Олесниця (Велюнський повіт)
Олесниця (пол. Oleśnica) — село в Польщі, у гміні Острувек Велюнського повіту Лодзинського воєводства.
У 1975-1998 роках село належало до Серадзького воєводства.